# فولن
فسيفولود ميخايلوفيتش ايخنباوم (بالفرنسية: Voline)‏ (وُلد في الحادي عشر من شهر أغسطس عام 1882 – توفي في الثامن عشر من شهر سبمتبر عام 1945)، عُرف لاحقًا باسم فولِن، هو واحدٌ من أبرز اللاسلطويين (الأناركيين) الروس الذين شاركوا في الثورتين الروسية والأوكرانية (حرب الاستقلال الأوكرانية) قبل نفيه قسريًا من طرف حكومة الحزب البلشفي. يُعتبر فولن المناصر الرئيس لأحد أشكال التنظيمات الأناركية المعروف باسم الأناركية التركيبية.

## سيرته
وُلد فولن في مدينة فورونيج الواقعة في روسيا الوسطى، وكان والداه طبيبين. منحه والداه فرصة الدراسة في أفضل المدارس، فتعلم الفرنسية والألمانية. بعد تخرجه من المدرسة الثانوية، درس في البداية ضمن إحدى كليات فورونيج، ثم التحق لاحقًا بكلية الحقوق في جامعة سان بطرسبرغ الحكومية لدراسة الفقه.

### النشاط السياسي والسجن
ترك فولن الجامعة عام 1904، والتحق بالحزب الثوري الاشتراكي، ثم انخرط في حركة العمال الثورية. انخرط فولن في نشاطات ثقافية وتعليمية بين عمال المدينة التي التقى فيها الأب غابون وشاركه في عريضة عامة: في اليوم المعروف بالأحد الدامي (22 يناير عام 1905)، كان فولن بصحبة المجموعة، لكن الجيش أوقفهم وردّهم قبل أن يصلوا قصر الشتاء. خلال تلك الإضرابات، كان لفولن الدور الرئيس في إنشاء أول سوفيات (مجلس عمال) في بطرسبرغ للتنسيق من أجل إيصال المساعدات والمعلومات للعمال: مرّ المجلس بفترة من السكون خلال ذاك العام وقُمع في نهاية المطاف خلال شهر ديسمبر عقب اندلاع الثورة الروسية لعام 1905، لكنه تجدد خلال ثورة فبراير عام 1917.
اعتُقل فولن وسُجن ونُفي جراء نشاطاته الثورية التالية لثورة عام 1905. في عام 1907، فرّ فولن من سجنه وهرب إلى فرنسا. استقر في باريس حيث أكمل دراساته، وتأثر بشدة بالأناركيين الروس والتحق بحركة عام 1911، وهي جماعة صغيرة أسسها الأناركي الروسي أبولون كاريلن. مالت وجهات نظر فولن وآراؤه نحو الأناركية النقابية في نهاية المطاف، وقرر مغادرة الحزب الثوري الاشتراكي عام 1913. خلال الأشهر الأولى من الحرب العالمية الأولى، شارك فولن في اللجنة الدولية التابعة لرابطة مناهضة الروح العسكرية، فسُجن إثر ذلك على يد السلطات الفرنسية عام 1915. كان فولن متزوجًا وأبًا لـ 4 أطفال في تلك الفترة. بقي في معسكرات الاعتقال حتى هُجّر، لكنه تمكن من الهروب بمساعدة بعض الرفاق الفرنسيين، وركب في رحلة عبر المحيط متجهة من بوردو إلى الولايات المتحدة.
في أميريكا، التحق فولن باتحاد الكُتاب الروس الذي يضم أكثر من 10 آلاف عضو. تلقى فولن ترحيبًا جيدًا في الاتحاد، وعُيّن مسؤولًا عن تحرير صحيفة الاتحاد المعروفة باسم غولوس ترودا (صوت العمال)، وطُلب منه حضور مؤتمرات في أميريكا الشمالية بانتظام، فافتقدت تلك المؤتمرات الخطباء والدعاة. كان فولن خطيبًا ممتازًا، وذلك وفقًا لما ذكرته الصحافة الروسية خلال أحداث عام 1905. فخطابه السهل ونغمة صوته المقنعة وحسن مخيلته ولغته البذيئة وأفكاره الحماسية والرفيعة جذبت ولاء الجماهير له، فتجمع هؤلاء ليصغوا إليه.

### عقب الثورة
في عام 1917، تخلى فولن عن العمل في أميريكا ليعود إلى بيتروغراد، في خضم الثورة الروسية. في روسيا، أثبت فولن ضعف الحركة الأناركية جراء اهتمام الأناركيين الروس الضعيف بالمنظمة العاملة في أميريكا الشمالية. حاول فولن حل الانشقاق الحاصل بين الأناركيين في روسيا والأناركيين في المنفى خلال عهد القيصرية، لكنه أسس اتحاد بيتروغراد لدعاة الأناركية النقابية. قرر الاتحاد الأخير الاستمرار بنشر مطبوعات غولوس ترودا، والتي استمر فولن بالعمل فيها محررًا. عقب ثورة أوكتوبر، أصبحت الصحيفة يومية وأُلحقت بها لجنة تحرير ذات ميول بلشفية. لم تنل تلك اللجنة إعجاب فولن، فغادر الصحيفة عقب توقيع معاهدة بريست–ليتوفسك.